# Ревът на мишката
Ревът на мишката (на английски: The Mouse That Roared) е британска сатирична комедия от 1959 година на режисьора Джак Арнолд, базирана върху едноименния роман на Леонард Уибърли от 1955 година. В него актьора Питър Селърс играе цели три роли.

## Сюжет
Внимание:  Текстът по-долу разкрива сюжета на произведението (или части от него)!
Княгиня Глориана (Питър Селърс), управница на миниатюрното княжество Гранд Фенуик, свиква на извънредна среща парламента и премиер-министъра Рупърт Маунтджой (също Питър Селърс) да обсъдят проблема с финансовия крах, надвиснал над държавата им. Цялата икономика на княжеството, която се крепи на износа на вино за САЩ, всеки момент ще рухне, защото в Калифорния е започнало производство на вино, имитация на фенуикското Пино Гранд Фенуик. Премиер-министърът предлага да бъде обявена война на САЩ, защото след победата си американците ще бъдат принудени да окажат финансова помощ на княжеството. За главмокомандващ на армията от двадесет души е определен Тъли Баскомб (също Питър Селърс) – горски и фелдмаршал. Въоръжени с лъкове и стрели, и нахлузили ризници, те се добират с автобус до Марсилия и се отправят през океана.
Пристигайки в пристанището на Ню Йорк, Тъли и армията му с удивление откриват, че в града няма почти никой. От вестниците разбират, че улиците са опустели във връзка с провеждането на въздушно учение. Оттук им става известно, че американците са изобретили Q-бомба, която превъзхожда по мощност многократно ядрената бомба. Тъли решава да се предадат, но марширувайки из улиците, облечени в своите средновековни доспехи, нюйоркчани ги взимат за извънземни.
В същото време в Института по физика изобретателят на бомбата, професор Кокинц (Дейвид Кософ) демонстрира пред останалите учени нейната първа модификация. Заблудената армия на Тъли неочаквано попада в института и срещайки Кокинц и неговата дъщеря Хелън (Джийн Сибърг) ги вземат в плен заедно с бомбата. Докато протичат тези събития, министърът на отбраната на САЩ (Остин Уилис) получава доклад за нахлуването на чуждестранната армия и заповядва на генерал Снипет (Макдоналд Парк) да овладее ситуацията. Когато генералът пристига в института, Тъли успява да залови и него и заедно с военнопленниците се завръща в Гранд Фенуик. Там, не знаейки за неочаквания развой на събитията, Маунтджой прави приготовления да посрещне американците като победители.
В това време Министерството на отбраната на САЩ получава със закъснение уведомлението от Гранд Фенуик за обявяване на война и понеже бомбата е в ръцете на фенуикците, обявява капитулация. Добирайки се до родното княжество, Тъли с гордост обявява, че е взел бомбата и е спечелил войната. Херцогинята освобождава Маунтджой, който настоява да бъде върната бомбата, от поста министър-председател и поставя на негово място Тъли. Междувременно министърът на отбраната на САЩ пристига в Гранд Фенуик, за да сключи примирие. Маунтджой, твърдо решен да върне бомбата и да се предаде на САЩ, предлага на Хелън да избягат и да отнесат с тях смъртоносното оръжие.
Докато посланиците от Вашингтон и княгинята обсъждат условията на мирния договор, Маунтджой и Снипет открадват бомбата, а Тъли навестява Хелън и разбира, че се е влюбил в нея. По-късно той се връща, за да ѝ признае чувствата си, но докато се суети на прага на покоите ѝ, Маунтджой помага на Хелън да се измъкне през прозореца. Заедно със Снипет те тръгват с автомобила на княгиня Глориана. В подножието на хълма колата започва да буксува, а Снипет, държейки бомбата на коленете си, заповядва на останалите да бутат. Преодолявайки склона, автомобилът започва да се набира по инерция и се забива в купа сено. В този момент Тъли настига беглеците.
Когато Снипет се измъква от сеното, бомбата започва да издава странни звуци и той я изхвърля. Бомбата я хваща Тъли, след което предлага на САЩ мирно споразумение, съгласно което американците се задължават да изплатят на Гранд Фенуик 1 млн. долара и да забранят производството на калифорнийското вино. След това Тъли и Хелън решават да се оженят, а професор Кокинц пристига в княжеството, за да се заеме със създаването на гумен пистолет. Бомбата остава в Гранд Фенуик като залог за мира, а когато професорът случайно я счупва се оказва, че тя не е истинска.

## В ролите
- Питър Селърс като Княгиня Глориана XIII, премиер-министъра Рупърт Маунтджой I и Тъли Баскомб
- Джийн Сибърг като Хелън Кокинц
- Дейвид Кософ като професор Алфред Кокинц
- Остин Уилис като министъра на отбраната на САЩ
- Макдоналд Парк като генерал Снипет
- Уилям Хартнел като Уил Бъкли
- Лио Маккърн като Бентер
- Тимъти Бейтсън като Роджър
- Монти Ландис като Кобли
- Колин Гордън като новинаря от Би Би Си
- Харълд Каскет като Педро

## Продукция
Свободата, дадена във филма на Питър Селърс, е с цел на демонстрира комедийния му талант. Водещият характер в лентата е княгиня Глориана, млада и атрактивна управница. За създаването на персонажа ѝ са използвани моменти от живота на младите кралица Елизабет II и принцеса Грейс Кели от Монако. Питър Селърс изиграва ролята на княгинята като пародия на кралица Виктория, а тази на Маунтджой като пародия на Бенджамин Дизраели. Сцените от пристанищата на Марсилия и Ню Йорк са снимани в Саутхямптън, Англия. Появата във филма на океанския лайнер  RMS Queen Elizabeth е случайно стечение на обстоятелствата. Финалният надпис на филма е „Край...надяваме се“.

## Адаптации

### Телевизионна версия
През 1964 година Джак Арнолд придобива изключителните телевизионни права върху Ревът на мишката от Леонард Уибърли. Той продуцира и режисира цветен телевизионен филм Ревът на мишката за телевизия Ей Би Си и Скрийн Гемс, с участието на Сид Сийзър като Глориана, Маунтджой и Тъли, Джойс Джеймисън, Сигрид Валдис и Ричърд Дийкън. Оператор на филма е Ричърд Х. Клайн.

### Продължение
През 1963 г. режисьорът Ричърд Лестър заснема филма Мишката на Луната.